# 1477 Bonsdorffia
1477 Bonsdorffia је астероид са пречником од приближно 28,10 .
Афел астероида је на удаљености од 4,087 астрономских јединица (АЈ) од Сунца, а перихел на 2,313 АЈ.
Ексцентрицитет орбите износи 0,277, инклинација (нагиб) орбите у односу на раван еклиптике 15,725 степени, а орбитални период износи 2091,465 дана (5,726 година).
Апсолутна магнитуда астероида је 11,59 а геометријски албедо 0,051.
Астероид је откривен 6. фебруара 1938. године.